# Hermanus Willem Koekkoek
Hermanus Willem Koekkoek (Amsterdam, 1839 – Amsterdam, 1895) è stato un pittore e architetto olandese, celebre per i suoi dipinti con soggetti invernali.

## Biografia
Hermanus è un esponente della famiglia di pittori Koekkoek: suo padre infatti era il pittore di soggetti marini Hermanus Koekkoek e suo nonno il pittore Johannes Hermanus Koekkoek. Fu proprio il padre Hermanus ad incoraggiarlo ad intraprendere la carriera artistica, e che gli impartì i primi insegnamenti di pittura insieme al fratello Johannes Hermann.